# Polyrhachis fulgens
Polyrhachis fulgens é uma espécie de formiga do gênero Polyrhachis, pertencente à subfamília Formicinae.